# Eleonóra hesseni nagyhercegné
Eleonóra hesseni nagyhercegné, született Eleonóra solms–hohensolms–lichi hercegnő (németül: Prinzessin Eleonore zu Solms–Hohensolms–Lich, Großherzogin von Hessen und bei Rhein, teljes nevén Eleonore Ernestine Marie; Lich, 1871. szeptember 17. – Steene, 1937. november 16.) solms–hohensolms–lichi hercegnő, házassága révén Hessen nagyhercegnéje.

## Élete
Eleonóra hercegnő 1871 szeptemberében jött világra Hermann Adolf solms–hohensolms–lichi herceg (1838–1899) és Ágnes stolberg–wernigerodei grófnő (1842–1904) negyedik gyermekeként. Családja ősi nemesi hercegi ház volt, mely a napóleoni háborúk után elvesztette hatalmát és elszegényedett. Hermann Adolf herceg 1899-ben bekövetkezett halálakor Eleonóra hercegnő és édesanyja nehéz anyagi helyzetbe kerültek. A hercegnő legtöbb leánytestvére eddigre már férjhez ment; az eladósorban lévő Eleonóra viszont nem talált magának megfelelő jövendőbelit.
A nehéz helyzetben lévő Eleonóra hercegnőt és özvegy édesanyját Ernő Lajos hesseni nagyherceg segítette meg. Az uralkodó rendelkezésükre bocsátotta saját palotáját otthonukként, minthogy a Solms család ősi kastélyát kénytelennek bizonyultak elhagyni. Ernő Lajos nagyherceg ekkor már elvált ember volt; első feleségétől, Viktória Melitta szász–coburg–gothai hercegnőtől egyetlen leánya született, aki fiatal gyermekként hunyt el. A nagyherceg biszexuális ember hírében állott; első nejével kötött házassága is részben emiatt ment tönkre. A harmincadik évén már túl járó Eleonóra hercegnő és Ernő Lajos között mély barátság szövődött. Az örökösödés fenntartása érdekében 1905. február 2-án Darmstadtban a hercegnő feleségül ment a nagyherceghez, akitől két fia született:
- György Donát herceg (1906–1937), Hessen trónigénylője és címzetes nagyhercege
- Lajos Hermann herceg (1908–1968), Hessen trónigénylője és címzetes nagyhercege.

Ernő Lajos és hitvese boldog, kiegyensúlyozott házasságban éltek. A toleráns, csendes és empátiájáról híres Eleonóra nagyhercegné elnézte férje vonzódását a másik nem iránt. A nagyhercegné ismert volt gondoskodó, türelmes természetéről; gyermekeit rajongó szeretettel vette körbe, mindent megtéve boldog felcseperedésük érdekében.
Elődjétől eltérően Eleonóra nagyhercegné nem igyekezett visszavonulni a közélettől és eleget tett minden kötelességének. Néhai anyósához, Aliz brit királyi hercegnőhöz hasonlóan ő is a jótékonykodásban lelte örömét. Az Ernst Ludwig und Eleonoren-Stiftung jótékonysági szervezetet házasságkötésükkor alapította közösen férjével. A csecsemőhalandóság magas arányának csökkentése és a várandós anyák életének megóvása érdekében létrehozott Großherzogliche Zentrale für Mütter- und Säuglingsfürsorge nevű intézmény hivatalos, szakképzett ápolónővéreket foglalkoztatott, akik kiutaztak a szülő és az állapotos asszonyokhoz és szakszerű ellátásban részesítették őket. A nagyhercegné 1911-ben tette le a róla elnevezett Eleonorenheims gyermekkórház alapjait. Az első világháború alatt „Mária nővér” néven ápolónővérként szolgált egy katonai kórházvonaton, amely a harcvonalon megsebesült katonákat látta el. Emellett a nagyhercegné régensként vezette az országot, míg férje távol volt a háború miatt.
A háború elvesztése miatt kitört 1918-as forradalom során kikiáltották a köztársaságot. Ernő Lajos ugyanakkor nem mondott le nagyhercegi címéről, továbbra is Hessen címzetes uralkodójának és a trón jogos birtokosának tekintette magát. A nagyhercegi család megtarthatta javai és birtokai egy részét; kastélyukból sem kellett elköltözniük. 1937. október 9-én Ernő Lajos nagyherceg halálával Eleonóra nagyhercegné megözvegyült; a család feje legidősebb fia lett.
1937. november 16-án az özvegy nagyhercegné, György Donát herceg és felesége, az állapotos Cecília görög hercegnő két fiukkal, Lajos Ernő és Sándor György hercegekkel egy berlini repülőjárattal Londonba tartottak Eleonóra nagyhercegné második fia, Lajos Hermann herceg és Margaret Campbell-Geddes esküvőjére. A belgiumi Oostende közelében a repülőgép lezuhant; összes utasa életét vesztette. A tragédia eredményeként Eleonóra nagyhercegné egyetlen leányunokája, Johanna hercegnő elárvult;  gyermektelen nagybátyja fogadta örökbe. A szerencsétlenségben elhunytak maradványait 1937. november 23-án temették el a hesseni uralkodóház Rosenhöhe parkban fekvő mauzóleumában.